# Ruslan Ponomarjow
Ruslan Olehowytsch Ponomarjow (ukrainisch Руслан Олегович Пономарьов, wiss. Transliteration Ruslan Ponomar'ov; russisch Руслан Олегович Пономарёв Ruslan Olegowitsch Ponomarjow; * 11. Oktober 1983 in Horliwka, Ukrainische SSR, Sowjetunion) ist ein ukrainischer Schachspieler. Von 2002 bis 2004 war er Schachweltmeister des Verbandes FIDE.

## Schachkarriere
Im Jahre 1994 belegte er bei der U12-Schnellschach-Europameisterschaft in Paris den vierten Platz. 1996 wurde er im Alter von zwölf Jahren Jugendeuropameister der Altersklasse U18, im folgenden Jahr wurde er in der U18 Jugendweltmeister. 1998 wurde er zum seinerzeit jüngsten Großmeister ernannt.
Im Jahre 2002 gewann er den Titel des FIDE-Weltmeisters als jüngster FIDE-Weltmeister aller Zeiten - seinerzeit 3 Monate jünger als D. Gukesh. Im Zuge von Bestrebungen, die zwei von 1993 bis 2006 konkurrierenden Weltmeistertitel wieder zu vereinigen, sollte Ponomarjow 2003 einen Wettkampf gegen Garri Kasparow spielen, der aber nicht zustande kam, da Ponomarjow die Verträge nicht akzeptierte und Änderungen verlangte.
Beim Schach-Weltpokal 2005 in Chanty-Mansijsk belegte Ponomarjow den zweiten Platz. In dem mit 128 Teilnehmern ausgetragenen K.-o.-Turnier unterlag er im Finale dem Armenier Lewon Aronjan nach einem Stichkampf im Schnellschach. Mit diesem Ergebnis qualifizierte sich Ponomarjow für das Kandidatenturnier 2007 in Elista, dort scheiterte er in der ersten Runde, in einem Zweikampf über sechs Partien, an dem Russen Sergei Rubljowski mit 2,5:3,5 (+0 =5 −1). Beim Schach-Weltpokal 2009 konnte er bis ins Finale vorstoßen, unterlag dort jedoch nach Stichkampf gegen Boris Gelfand. Auch 2007, 2011 und 2013 nahm Ponomarjow am Schach-Weltpokal teil. Während er 2007 das Viertelfinale erreichte und 2011 den vierten Platz belegte, scheiterte er 2013 bereits in der zweiten Runde an Daniil Dubow.
Am 25. Juli 2010 gewann er das Dortmunder Sparkassen Chess Meeting, ein Turnier der Kategorie 20, mit 6,5 Punkten vor Lê Quang Liêm mit 5,5 Punkten, Wladimir Kramnik und Şəhriyar Məmmədyarov mit je 5 Punkten aus zehn Partien. Seine Gewinnpartie gegen Kramnik aus diesem Turnier wurde zur besten in Band 109 des Schachinformator gewählt. Im Juni 2011 gewann er in Kiew mit 8,5 Punkten aus elf Partien die Landesmeisterschaft der Ukraine.
Seine beste Weltranglistenposition war der 6. Platz von April bis September 2002 und von April bis Juni 2006.
| Hier fehlt eine Grafik, die leider im Moment aus technischen Gründen nicht angezeigt werden kann. Wir arbeiten daran! |

## Nationalmannschaft
Ponomarjow nahm mit der ukrainischen Nationalmannschaft an den Schacholympiaden 1998, 2000, 2002, 2004, 2010, 2012 und 2014 teil. Er gewann mit der Mannschaft 2004 und 2010 und erreichte 1998, 2000 und 2012 den dritten Platz, in der Einzelwertung gewann er 2000 am zweiten Brett und erreichte 1998 am zweiten Reservebrett den zweiten Platz. Er nahm außerdem an den Mannschaftsweltmeisterschaften 2001 und 2005 teil, wobei er 2001 mit der Mannschaft gewann und bei beiden Teilnahmen das beste Einzelergebnis am zweiten Brett erzielte. An Mannschaftseuropameisterschaften nahm er 1999, 2003 und 2011 teil, er erreichte 2003 das zweitbeste Einzelergebnis am ersten Brett.

## Vereine
In der ukrainischen Mannschaftsmeisterschaft spielte Ponomarjow 2000 für den Momot Chess Club Donezk Region, 2007 für den Meister Keystone Kiew, mit dem er im selben Jahr auch am European Club Cup teilnahm und 2009 für den PVK Kiew, mit dem er ebenfalls Meister wurde. Am European Club Cup nahm er in den Jahren 1999 bis 2002 für Donbass Altschewsk teil. In der russischen Mannschaftsmeisterschaft spielte Ponomarjow 2006 für Yunilain Samara, 2008 für Spasio Moskau und von 2010 bis 2012 für Tomsk-400, mit denen er 2012 Meister wurde sowie 2011 und 2012 am European Club Cup teilnahm. In der tschechischen Extraliga spielt Ponomarjow seit 2011 für die Mannschaft von Výstaviště Lysá nad Labem, mit der er 2019 tschechischer Mannschaftsmeister wurde, in der chinesischen Mannschaftsmeisterschaft seit 2013 für Jiangsu Green Sheep Springs. In Spanien spielte er von 2006 bis 2010 für die Mannschaft von CA Magic Mérida, mit der er 2006, 2007 und 2009 Meister wurde sowie 2008 am European Club Cup teilnahm, 2011 und 2012 spielte er für Gros XT, mit denen er 2011 Meister wurde, 2015 für Sestao Fundacion EDP und 2017 bis 2019 für CAC Beniajan Duochess. In der deutschen Bundesliga spielt Ponomarjow seit 2017 für die SV 1930 Hockenheim.

## Privates
Ponomarjow lebt in Bilbao. Er ist verheiratet und hat einen Sohn.